# Honthem (Nederland)
Honthem (Limburgs: Hoontem) is een buurtschap van Margraten in de gemeente Eijsden-Margraten. Tot 31 december 2010 maakte de buurtschap deel uit van de gemeente Margraten.
Het achtervoegsel verwijst naar een heim of woning uit de Middeleeuwen.
Tot 1982 behoorde Honthem tot de gemeente Gronsveld. De 120 inwoners (2007) wonen rond de weg Honthem tussen Cadier en Keer en Margraten.
Honthem hoort bij de parochie Cadier en Keer. In de buurtschap staat een Mariakapel.

## Zie ook

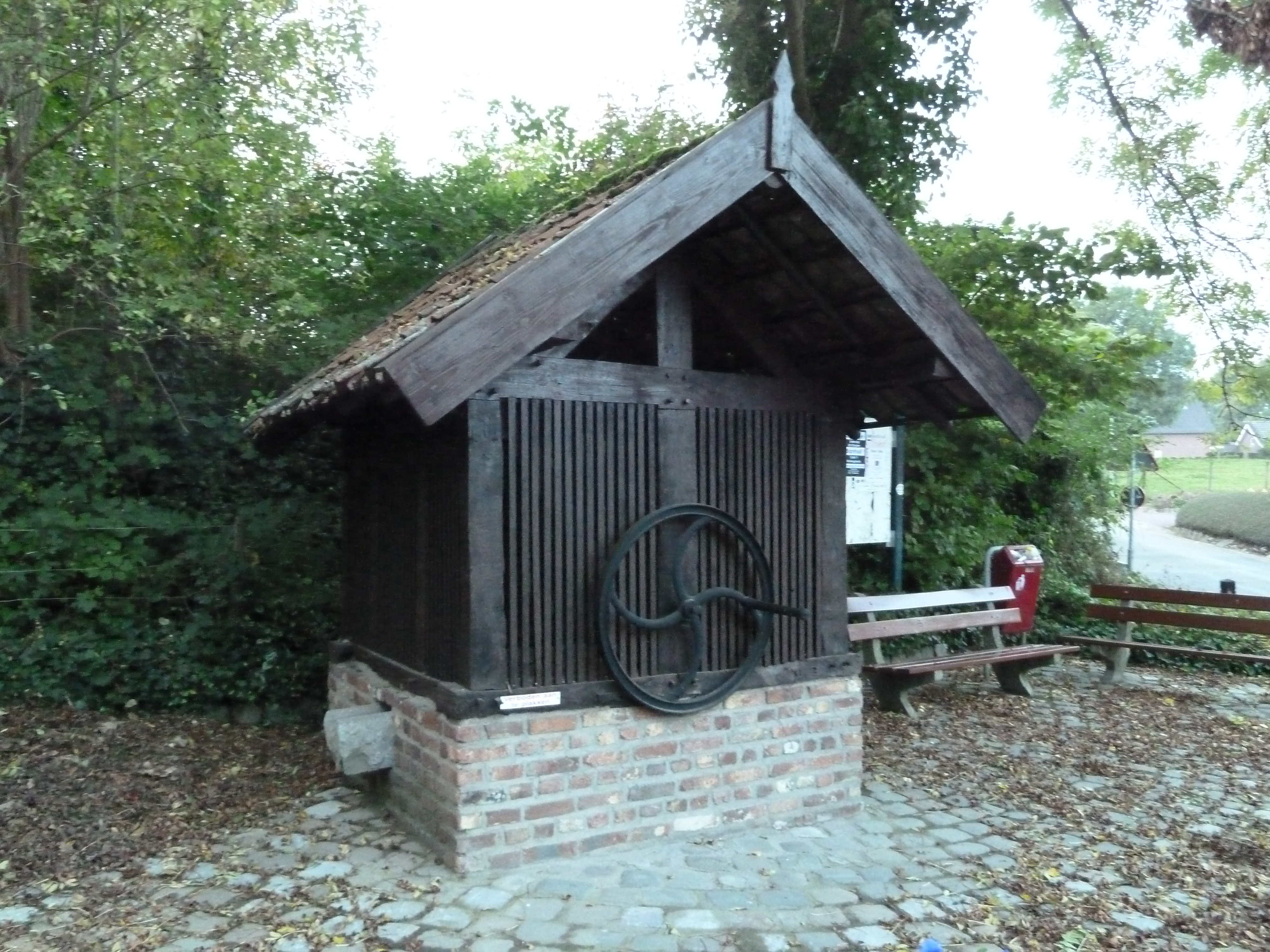
Zwingelput Honthem
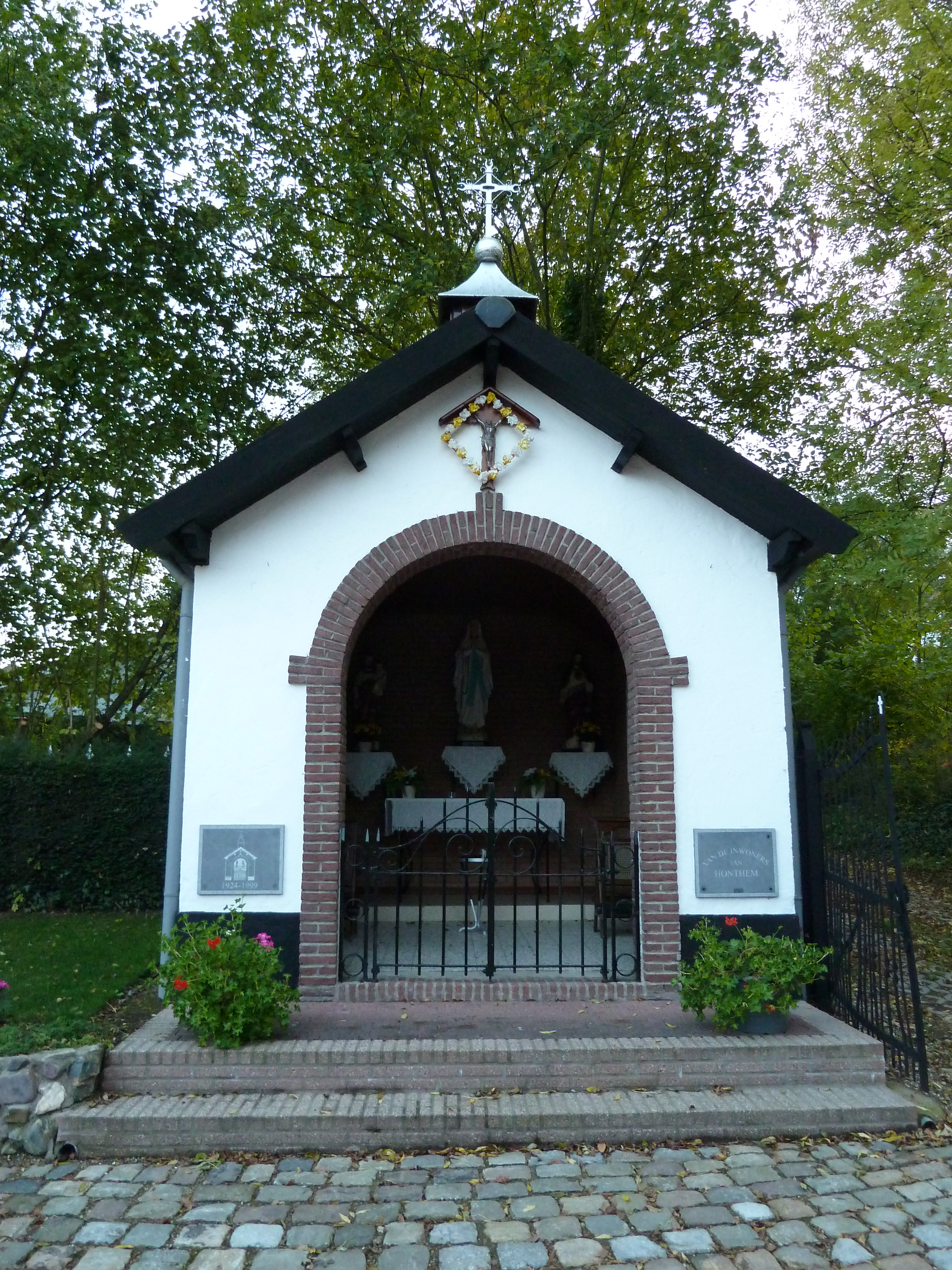
Kapel aan kruispunt
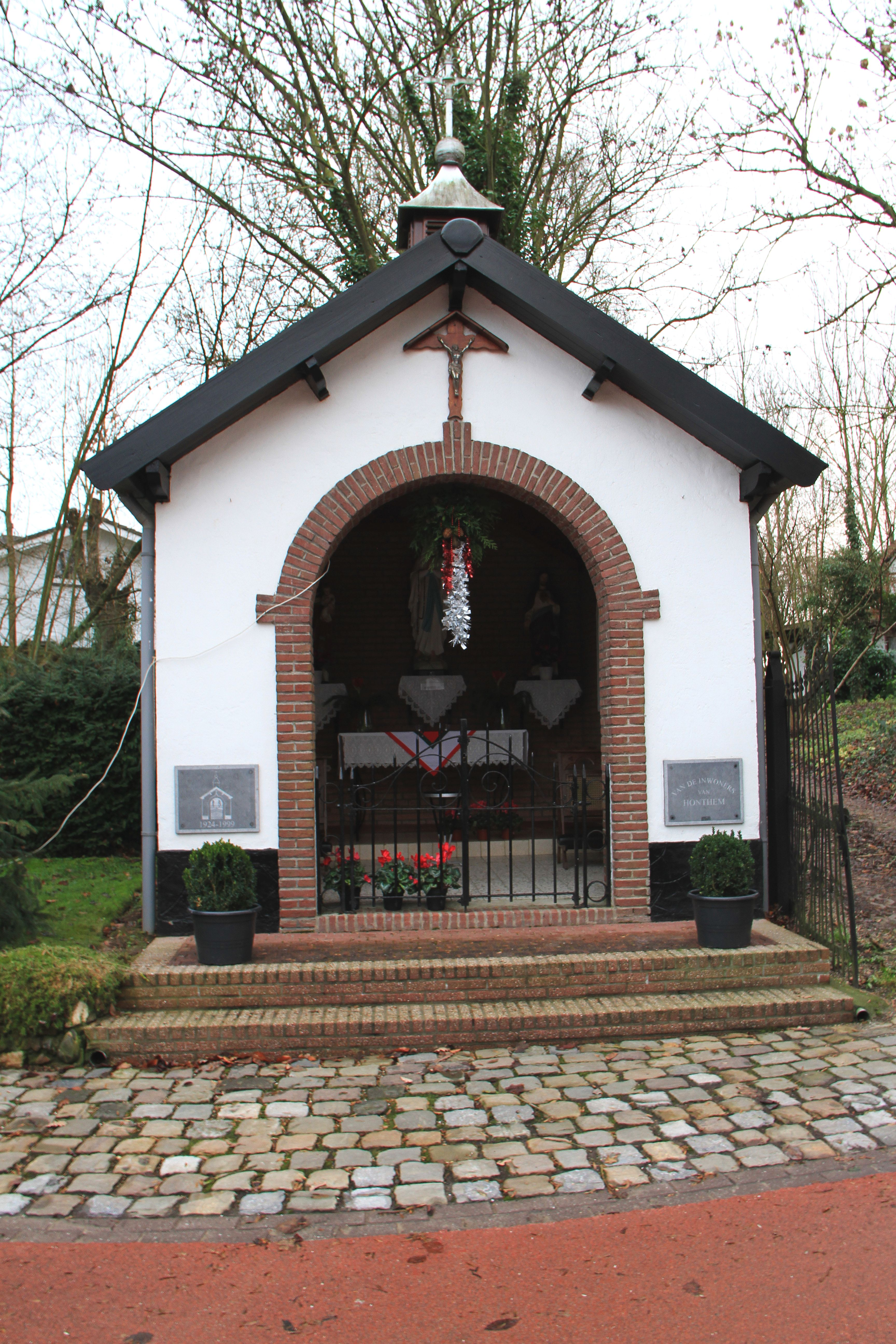
Honthem Kapel van Onze Lieve Vrouw van Lourdes (1924)